# Hamupipőke (film, 2015)
A Hamupipőke (eredeti cím: Cinderella) 2015-ben bemutatott amerikai-brit film, amelyet Kenneth Branagh rendezett. A film Charles Perrault azonos című meséje és az abból készült rajzfilm alapján készült.A forgatókönyvet Aline Brosh McKenna és Chris Weitz írta, a producere David Barron és Simon Kinberg, a zenéjét Patrick Doyle szerezte. A főszerepben Lily James látható. A mozifilm a Walt Disney Pictures gyártásában készült, a Walt Disney Studios Motion Pictures forgalmazásában jelent meg. Műfaját tekintve romantikus fantasy film.
Németországban 2015. február 13-án, Amerikában 2015. március 13-án, Dél-Afrikában 2015. április 3-án, Magyarországon 2015. március 19-én mutatták be a mozikban.

## Cselekmény
|  | Alább a cselekmény részletei következnek! |

Ella édesapja újból megnősül lánya édesanyjának halála után. A lány szeretettel fogadja új mostohaanyját és annak lányait, Anastasiát és Drisellát. Nem sokkal később édesapja váratlanul meghal és Ella hirtelen egy kegyetlen családban találja magát. Mostohaanyja és mostohatestvérei cselédként kezelik a háznál. Ella szemei előtt mindig édesanyja utolsó szavai lebegnek: "légy bátor és kedves", ezért szótlanul tűri, hogy "rokonai" kihasználják. Egy nap találkozik egy jóképű idegennel az erdőben. Ella nem is sejti, hogy az inasként bemutatkozó férfi valójában herceg.
A herceg kívánságára a királyi udvar meghívókat küld szét egy bálra a birodalom összes hajadonjának. Ella reménykedni kezd, hogy az udvarban ismét találkozhat az inassal. Gonosz mostohaanyja azonban megtiltja neki, hogy részt vegyen a bálon. Egy koldus öregasszony képében megérkezik Ella tündér keresztanyja, hogy segítsen neki.
A keresztanya hintót varázsol egy tökből és szép ruhát készít Ellának, így el tud menni a bálba. Azonban a varázs csak éjfélig tart, és ha lejár az idő, akkor minden visszaváltozik az eredeti állapotába. Ella így is nagyon boldog, a bálban találkozik a herceggel, akivel táncol és beszélget, jól érzi magát. De sietve hagyja el a királyi udvart, és sietségében elhagyja az egyik cipőjét. A herceg ezért minden lány lábára felpróbáltatja a cipőt a birodalomban, mert abban reménykedik, hogy így megtalálja majd Ellát.
A mostoha megtudja, hogy Ella a ,,rejtélyes" hercegnő, elveszi a cipőjét és Ellát bezárja. A nagyherceggel szövetkezve félrevezetik az újdonsült királyt. A cipellő bejárja az egész országot sikertelenül, míg végül a nagyherceg és kísérete Ella házába mennek. Mindkét nővér felpróbálja, de sikertelenül. Ella eközben szomorúan dalolgat, az egerek kinyitják az ablakot, így meghallják azt. A nagyherceg tiltakozik, hogy megnézzék, mi az, az egyik katonatiszt (a király) felfedvén valódi énjét, megkéri a másik katonatisztet, hogy nézzen utána. A cipellő Ella lábára úgy illik, mintha ráöntötték volna. Megbocsát mostohájának, és elhagyják a házat a királlyal.
Hamupipőke mostohája, két nővére, és a nagyherceg hamarosan egyszer s mindenkorra távoznak a királyságból. Ella és Károly megesküsznek, míg az epilógusból megtudjuk, náluk igazságosabb és kedvesebb uralkodót még nem ismert a nép.
|  | Itt a vége a cselekmény részletezésének! |

## Szereplők
| Szereplő           | Színész(nő)          | Magyar hang       | Megjegyzés                                                           |
| ------------------ | -------------------- | ----------------- | -------------------------------------------------------------------- |
| Ella (Hamupipőke)  | Lily James           | Mórocz Adrienn    | Egy gyönyörű és szerény lány, akit cselédként kezelnek saját házában |
| Tremaine úrnő      | Cate Blanchett       | Kovács Nóra       | Anastasia és Drisella édesanyja, Hamupipőke gonosz mostohaanyja      |
| Károly herceg      | Richard Madden       | Szatory Dávid     | herceg                                                               |
| Tündér keresztanya | Helena Bonham Carter | Hámori Eszter     | tündér keresztanya                                                   |
| Nagyherceg         | Stellan Skarsgard    | Balázs Péter      | nagyherceg                                                           |
| Király             | Derek Jacobi         | Perlaki István    | király                                                               |
| Anastasia Tremaine | Holliday Grainger    | Sipos Eszter Anna | Drisella testvére, Hamupipőke mostohatestvére                        |
| Drisella Tremaine  | Sophie McShera       | Szabó Emília      | Anastasia testvére, Hamupipőke mostohatestvére                       |
| Ella édesanyja     | Hayley Atwell        | Farkasházi Réka   | Ella édesanyja                                                       |
| Ella édesapja      | Ben Chaplin          | Kőszegi Ákos      | Ella édesapja                                                        |